# 沃羅日巴河
沃羅日巴河（烏克蘭語：Ворожба），是烏克蘭的河流，位於該國東北部蘇梅州，屬於普肖爾河的右支流，發源自利菲内以北，河口處在比什金以西，河道全長22公里。